# دوغلاس مورتون دنلوب
دوغلاس مورتون دنلوب (1909-1987) كان مستشرقًا بريطانيًا، وباحثًا مشهورًا في التاريخ الإسلامي والأوراسي.

## النشأة والتعليم
ولد دنلوب في إنجلترا ودرس في بون وأكسفورد على يد المؤرخ بول إرنست كاله (1875-1965). تأثر عمله أيضًا بعلماء وباحثين مثل زكي وليدي طوقان وميخائيل أرتامونوف وجورج فيرنادسكي. كان عمه برترام كننغهام، الذي كان قسيس وأكاديمي أنجليكاني.

## حياة مهنية
في سنوات الخمسينيات والستينيات من القرن الماضي، كان دنلوب أستاذ تاريخ في جامعة كولومبيا بنيويورك. إشتهر بتأريخاته المؤثرة حول الحضارة العربية وخاقان الخزر. كان يعتبر دنلوب «احد أكثر العلماء والباحثين المرموقين في أبحاثهم فيما يتعلق بالنظام الملكي الخزري». كان يتقن العديد من اللغات التي إعتبرها لازمة لدراسة الخزر، إذ وجد معلومات عنهم في الأدب العربي والبيزنطي والعبري والصيني.

## منشورات

### كمؤلف
- «التقليد العربي لخلاصة الإسكندرينوروم»، في Archives d'histoire Dectrinale et littéraire du moyen âge ، 1982
- الحضارة العربية حتى 1500 بعد الميلاد.لندن: لونجمان، 1971.
- الحضارة العربية حتى 1500 بعد الميلاد ، نيويورك: بريجر، 1971.
- تاريخ الخزر اليهود ، نيويورك: كتب شوكن، 1967.
- «الخزر». العصور المظلمة: اليهود في أوروبا المسيحية، 711-1096 . 1966.
- «ترجمة البترق ويحيى (يوحنا) بن البترق»، في مجلة الجمعية الملكية الآسيوية ، 1959.
- دنلوب، دوغلاس م. (1957) «مصادر الذهب والفضة في الإسلام حسب الهمداني (القرن العاشر الميلادي)»، في الدراسة الإسلامية .
- «أسلاف ابن باجة ومعاصروه الفلسفيون»، في الفصلية الإسلامية ، 1955.
- «جوانب مشكلة الخزر»، في معاملات الجمعية الشرقية بجامعة جلاسكو ، 1951.
- «تدبير المتوحد لابن باجة»، في مجلةالجمعية الملكية الآسيوية ، 1945.
- - «قرائت شرق آسيا»، في نشرة كلية الدراسات الشرقية والأفريقية، جامعة لندن ، 1944.
- «محمد ب. موسى الخوارزمي»، في مجلة الجمعية الملكية الآسيوية ، 1943.
- «بنو ذي النون الطليطيون»، في مجلة الجمعية الملكية الآسيوية ، 1942.

### كمترجم
- أبو مشار البلخي جعفر بن محمد. (1971) مذكرة في علم النجوم المنسوبة لأبي معشر البلخي (البوماسار) (فصل كتاب في إيران والإسلام: في ذكرى الراحل فلاديمير مينورسكي)
- الفارابي وأبو نصر محمد بن الفارخ. (1961) فصول المدني: أمثال رجل الدولة كامبريدج: مطبعة جامعة كامبريدج.
- الفارابي وأبو نصر محمد بن الفارخ. (1959) «صياغة الفارابي لمقولات أرسطو [الجزء الثاني]». الإسلامية الفصلية ص. 21-54
- الفارابي وأبو نصر محمد بن الفارخ. (1957) «إعادة صياغة الفارابي لمقولات أرسطو [الجزء الأول]» الفصلية الإسلامية ص. 168–197
- الفارابي وأبو نصر محمد بن الفارخ. (1956) «رسالة الفارابي التمهيدية في المنطق» الإسلامية الفصلية ص. 224 - 235
- الفارابي وأبو نصر محمد بن الفارخ. (1956) «الفارابي إيساغوجي» الإسلامية الفصلية ص. 117-138
- الفارابي وأبو نصر محمد بن الفارخ. (1955) «أقسام الفارابي التمهيدية في المنطق» الإسلامية الفصلية ص. 264 - 282
- الفارابي وأبو نصر محمد بن الفارخ. (1952) «أمثال الفارابي لرجل الدولة» (مقال في الجريدة الرسمية في العراق (لندن)) ص. 93-117
- الفارابي وأبو نصر محمد بن الفارخ. (1951) «وجود الفلسفة وتعريفها / من نص عربي منسوب إلى الفارابي» (مقال بمجلة في العراق (لندن) ص. 76-93)